# 九龍巴士23M線
九龍巴士23M線是香港九龍東一條來往樂華邨及順利邨的巴士路線，以循環線形式運作，途經佐敦谷、牛頭角、觀塘市中心、下秀茂坪、四順，亦方便居住樂華邨及牛頭角的學生出入四順一帶通學。

## 歷史
- 1979年12月5日：配合地鐵「修正早期系統」即將通往尖沙咀而投入服務，來往觀塘站及順利邨。
- 1984年11月22日：與28A線進行重組，本線改為來往樂華邨及順利邨，駛經順天和牛頭角道，不再途經觀塘站和翠屏道，後由26M線取代。
- 1993年4月5日：九巴調整車費，本線票價由$1.9增至$2.1，加幅逾10.5%。
- 1994年4月1日：九巴調整車費，普遍加幅超過一成，本線票價由$2.1增至$2.5，加幅逾19%。
- 1997年12月1日：九巴調整車費，本線票價由$2.8增至$3.0，加幅逾7%。
- 2001年9月2日：增派空調巴士行走，空調巴士全程收費$4.3，非空調巴士收費維持不變。
- 2007年9月15日：提升至全線空調服務，全程收費$4.0。
- 2008年6月8日：九巴調整車費，本線票價由$4.0增至$4.2，加幅達5%。
- 2009年9月3日：配合協和街及秀雅道交界的交通燈號啟用，往順利方向的華峰園巴士站永久取消。
- 2011年5月15日：九巴調整車費，本線票價由$4.2增至$4.4，加幅達3.6%。
- 2013年3月17日：九巴調整車費，本線票價由$4.4增至$4.7，加幅達6.8%。
- 2013年6月23日：延長服務時間至00:00，同時修訂班次。
- 2014年7月6日：九巴調整車費，本線票價由$4.7增至$4.9。
- 2015年9月5日：增設到站時間預報。[1]
- 2020年1月20日：逢星期一至五（公眾假期除外）增設特別班次，往樂華方向加經九龍灣商貿區，開出時間07:40。[2]
- 2022年11月12日：往順利方向不再繞經牛頭角總站，並於振華道加設「安基苑」站。有關安排試行至2023年2月12日[3]。

## 服務時間及班次
| 樂華開      | 樂華開      | 樂華開           |             |    |
| 日期        | 服務時間    | 班次（分鐘）     |             |    |
| ----------- | ----------- | ---------------- | ----------- | -- |
| 星期一至五  | 05:30-06:10 | 20               |             |    |
| 星期一至五  | 06:10-08:10 | 15               |             |    |
| 星期一至五  | 08:10-14:30 | 20               |             |    |
| 星期一至五  | 14:30-20:30 | 15               |             |    |
| 星期一至五  | 20:30-21:30 | 20               |             |    |
| 星期一至五  | 21:30-24:00 | 25               |             |    |
| 星期一至五  | 星期六      | colspan=2        | 05:40-22:20 | 20 |
| 星期一至五  | 星期六      | 22:20-24:00      | 25          |    |
| 星期一至五  | 星期六      | 星期日及公眾假期 | 05:40-12:40 | 20 |
| 星期一至五  | 12:40-14:40 | 星期日及公眾假期 | 15          |    |
| 14:40-21:40 | 20          | 星期日及公眾假期 |             |    |
| 21:40-22:30 | 25          |                  |             |    |
| 22:30-24:00 | 30          |                  |             |    |

特別班次（經九龍灣商貿區）
- 星期一至五：07:40

星期六、日及公眾假期不設服務

## 收費
全程：$5.2
- 物華街往順利／順天往樂華：$4.8

| - 本線設有12歲以下小童及65歲或以上長者半價優惠。 - 65歲或以上香港居民使用「樂悠咭」，以及12歲以下合資格殘疾兒童使用「殘疾人士身份」個人八達通繳付車資，均可享有每程$2.0或半價（以較低者為準）的票價優惠；12至64歲合資格殘疾人士使用「殘疾人士身份」個人八達通（包括「樂悠咭」），以及60至64歲香港居民使用「樂悠咭」繳付車資，均可享有每程$2.0或全費（以較低者為準）的票價優惠。 - 65歲或以上長者如使用長者或一般個人八達通繳付車資，則只可享有半價優惠；12至64歲合資格殘疾人士如不使用「殘疾人士身份」個人八達通，以及60至64歲人士如不使用「樂悠咭」繳付車資，必須繳付全費。 - 乘客可以現金或八達通於上車時付款，不設找續。 - 每位成人乘客可免費攜帶最多兩名4歲以下而不佔座位的兒童乘客乘車，超額之4歲以下小童必須繳付小童車費乘車。 - 持有「九巴月票」之乘客在車票有效期內，每日可享最多10程任何九龍巴士及龍運巴士路線（包括本路線，以及聯營路線的九龍巴士／龍運巴士提供的班次；惟乘搭機場「A」及「NA」線則可享原價二七折優惠（不會計算每天10次合資格車程））；而B1線則每日可享最多各2程（不會計算每天10次合資格車程）。 - 九龍巴士、城巴、龍運巴士及陽光巴士全職員工及家屬（不包括外判職員）可免費乘搭本路線，惟必須拍職員或職員家屬八達通。 - 乘客亦可透過多元化電子支付系統（e度嘟）繳付車資，包括使用非接觸式VISA卡、JCB卡、萬事達卡、銀聯卡、美國運通、大來國際、Discover Card、Apple Pay、Google Pay、Samsung Pay、AlipayHK「易乘碼」、支付寶、WeChatHK／微信支付「搭車碼」、銀聯雲閃付「乘車碼」及BOC Pay「乘車碼」。乘客使用此付款方式，使用此支付方式的乘客可享有中途下車之分段收費，以及與其他九巴／龍運獨營路線或聯營線九巴／龍運班次之轉乘優惠，惟不適用於與非九巴／龍運路線之轉乘優惠，亦不能享有「公共交通費用補貼計劃」及「長者及合資格殘疾人士公共交通票價優惠計劃」。 |

## 八達通巴士轉乘計劃
乘客登上本線後150分鐘內以同一張八達通卡轉乘以下路線，或從以下路線登車後150分鐘內以同一張八達通卡轉乘本線，次程可獲$4.2車資折扣優惠：
23M←→新界區巴士路線
- 23M → 38、40(A)、40P、42C、62X、74A、74X、80、80X、83X、89、89B、89C、89D、89X、258D、259D、268C/A、(2)69C、277X/A或277E/P往新界。
- 38、40(A)、40P、42C、62X、74A、74X/C、80/P、80X、83X/A、89、89B、89C、89D/P、89X、258D/P/S、268C/A、(2)69C、277X/A或277E/P往九龍 → 23M

本線↔258D/259D可同時享用屯門公路轉車站轉乘優惠
本線↔69C/268C/269C可同時享用大欖隧道轉乘優惠

## 使用車輛
現時本線使用5輛雙層巴士提供服務。

## 行車路線
經：樂華邨通道、振華道、牛頭角道、雅麗道、觀塘道、康寧道、物華街、協和街、秀茂坪道、順安道、順天巴士總站、利安道、新清水灣道、順利邨道、協和街、同仁街、裕民坊、康寧道、牛頭角道、（天橋、常怡道、宏照道、啟祥道、牛頭角道）振華道及樂華邨通道。

### 沿線車站
| 樂華開 | 樂華開       | 樂華開       |
| 序號   | 車站名稱     | 街道         |
| ------ | ------------ | ------------ |
| 1      | 樂華巴士總站 | 樂華巴士總站 |
| 2      | 樂雅苑       | 振華道       |
| 3      | 安基苑       | 振華道       |
| 4      | 牛頭角上邨   | 牛頭角道     |
| 5      | 喜鵲樓       | 牛頭角道     |
| 6      | 創紀之城     | 觀塘道       |
| 7      | 物華街       | 物華街       |
| 8      | 和樂邨       | 協和街       |
| 9      | 聯合醫院     | 協和街       |
| 10     | 寧波第二中學 | 順安道       |
| 11     | 順天巴士總站 | 順天巴士總站 |
| 12     | 順安邨       | 利安道       |
| 13     | 順利邨利業樓 | 利安道       |
| 14     | 順利邨利樓   | 利安道       |
| 15     | 順利消防局   | 利安道       |
| 16     | 順安邨安頌樓 | 順利邨道     |
| 17     | 聯合醫院     | 協和街       |
| 18     | 秀雅道遊樂場 | 協和街       |
| 19     | 和樂邨       | 協和街       |
| 20     | 裕民坊       | 裕民坊       |
| 21     | 牛頭角站     | 牛頭角道     |
| 22     | 觀塘官立小學 | 牛頭角道     |
| 23*    | 牛頭角下邨   | 牛頭角道     |
| ^      | 常悅道       | 宏照道       |
| ^      | 臨華街       | 宏照道       |
| 24     | 振華苑       | 振華道       |
| 25     | 樂雅苑       | 振華道       |
| 26     | 樂華巴士總站 | 樂華巴士總站 |

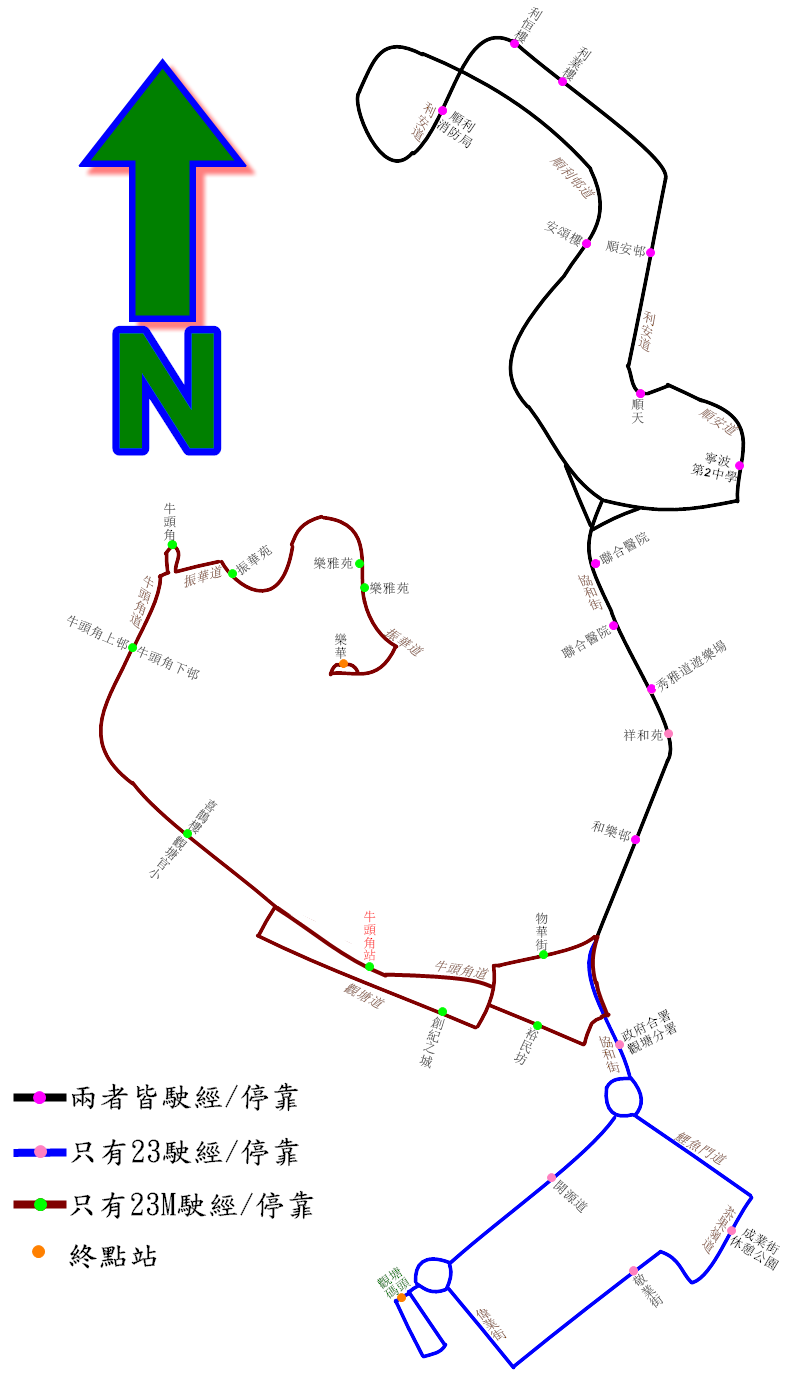
本線與23號線的走線圖，當中啡線表示只有本線駛經

- 特別班次不停有 * 號之車站，改停有 ^ 號之車站。

## 使用狀況
此路線繞經觀塘市中心往返四順和牛頭角，乘搭全程十分迂迴。惟四順和樂華邨的居民仍不時前往觀塘市中心一帶補給日常生活所需，加上沿線途經多所學校，繁忙時間客量較佳，惟非繁忙時間則受九巴23、26M、28B、
619線分薄客源影響，客量僅屬一般。
2019年：最繁忙一小時內的載客率為66%。

## 外部連結
- 九巴23M線官方網站路線資料 （页面存档备份，存于）
- i-busnet.com－九巴23M號路線KMB Rt. 23M （页面存档备份，存于）